# Syroh
Syroh（しろぅ、11月3日 - 2024年12月）は、日本のグラフィッカー、原画家、イラストレーター。男性。

## 人物・エピソード
福岡県三井郡大刀洗町在住。本人へのインタビュー記事によると、当社は原画家やイラストレーターへの道は考えておらず、声優を目指していた。高等学校卒業後に上京し、都内の声優養成所に在籍していたが、東日本大震災を機に親の勧めもあり、福岡に帰郷。そこで元々趣味であったイラストを描き続けていたところ、友人にコミックマーケットへの出展を勧められ、参加したところ大変楽しく、また参加したいと考えた時にプロとしてデビューしたとのこと。以降、イラストレーターとしてゲームの作画や小説の挿絵等に数多く携わった。
尊敬するイラストレーターの1人に渡辺明夫と森下双葉を挙げている。高校時代に「ナースウィッチ小麦ちゃんマジカルて」を見て衝撃を受けたと言う。また、「あずまんが大王」を好きなアニメの1つに挙げている。
2024年12月14日、死去したことがX上で親族により報じられた。正確な逝去日は不明であるが、最後の投稿は12月2日であった。

## 作品リスト

### アダルトゲーム
- ナマイキデレーション（原画）
- あまたらすリドルスター（原画）
- ヤキモチストリーム（原画）
- あなたをオトコにしてあげる!（原画）
- ガラス姫と鏡の従者（原画）

### オンラインゲーム
- 桃色大戦ぱいろん 白妙ミツキ（原画）

### イラスト・挿絵
小説
- 魔物っ娘ふぁんたじ〜
- ナマイキデレーション ひと突きごとにデレる最強乙女 渚
- 魔王と姫と叡智の書
- 僕とドSと腐女子と脳筋
- 俺と魔物の異世界レストラン
- ドラゴン嫁はかまってほしい
- おいなりさんは恋をする。

CD
- GWAVE 2014 2nd Favorite

### 画集
- 福猫びより～Syroh Art Works～

### その他
- ロクでなし魔術講師と禁忌教典（テレビアニメ、第3話エンドカード）